# キミヲマモリタクテ。
「キミヲマモリタクテ。」は、浅岡雄也の2枚目のシングル。

## 解説
以後、発売されたアルバムへ収録された際にはリミックスされたものが収録され、シングルバージョンは今作のみの収録である。

## 収録曲
1. キミヲマモリタクテ。
作詞：浅岡雄也　作曲：木村真也　編曲：久米康隆
2. あの日の少年
作詞：浅岡雄也　作曲：浅岡雄也　編曲：久米康隆
3. サヨナラの海
作詞：浅岡雄也　作曲：浅岡雄也　編曲：田辺トシノ